# Гайдуковка (Брянская область)
Гайдуковка — деревня в Дубровском районе Брянской области, в составе Рябчинского сельского поселения. Расположена в 7 км к западу от села Рябчи, в 3 км к юго-востоку от посёлка Серпеевский. Население — 9 человек (2010).

## История
Основана в 1920-х гг. (первоначально — посёлок); до 2005 входила в Серпеевский сельсовет (в 1959—1969 — в Алешенском сельсовете).
| Годы      | 1926 | 1979 | 1989 | 2002 | 2010 |
| --------- | ---- | ---- | ---- | ---- | ---- |
| Население | 68   | 50   | 23   | 12   | 9    |